# Lye (Anglia)
Lye – wieś w Anglii, w hrabstwie ceremonialnym West Midlands, w dystrykcie metropolitalnym Dudley. Leży 15 km na zachód od miasta Birmingham i 172 km na północny zachód od Londynu.